# Maryam Norouzi
Maryam Norouzi (persisch مریم نوروزی; * 16. Februar 1990) ist eine ehemalige iranische Leichtathletin, die sich auf das Kugelstoßen spezialisiert hat.

## Sportliche Laufbahn
Erste internationale Erfahrungen sammelte Maryam Norouzi im Jahr 2010, als sie bei den Hallenasienmeisterschaften in Teheran mit einer Weite von 11,83 m den sechsten Platz belegte. 2018 gewann sie dann bei den Hallenasienmeisterschaften ebendort mit 12,47 m die Silbermedaille hinter der Usbekin Yelena Smolyanova.
In den Jahren 2018 und 2019 wurde Norouzi iranische Meisterin im Kugelstoßen.